# 들칠면조
들칠면조 또는 야생 칠면조(학명: Meleagris gallopavo, 영어: Wild turkey, Common turkey)는 닭목 꿩과 칠면조속에 속하는 북아메리카 원산 조류의 일종으로, 흔히 칠면조라고 줄여 부른다. 멕시코에 서식하는 아종을 가축화한 집칠면조와는 동일한 종이다.
몸길이 약 110cm, 날개길이 약 50cm, 몸무게는 4.5-7.5kg이다. 야생종이 사육종보다 약간 작으며, 수컷이 암컷보다 크다. 깃털은 청동색이다. 머리와 목에는 털이 없고 파란색·빨간색·청백색 등 여러 가지 색으로 변화하므로 칠면조라는 이름이 붙었다. 수컷은 앞이마 부분에 신축성이 있는 육질(肉質) 돌기가 있는데, 암컷에는 없다. 몸빛은 청동색·흰색·검은색 등이 있고 등은 대개 황갈색이고 깃털에 넓고 진한색의 선이 있다. 다리는 붉고 부리는 연한 회색이며 몸 아랫부분과 꼬리부분에 짙은 갈색·연두색·검은색의 가로무늬가 있다.
수컷은 짝짓기를 할 때 암컷에게 자신을 과시하며 골골대는 소리를 낸다. 암컷은 7-8월에 16-30개의 알을 낳는데 크기는 달걀의 2배 정도이다. 곤충·곡식을 먹는데 사육할 때는 닭보다 다소 많은 동물질 사료를 주어야 하며 습기에 약하므로 장마 때 특히 주의해야 한다. 북아메리카인디언들은 1,000년경부터 식용으로 칠면조를 사육했으며, 나중에 유럽·미국 등에서 개량하였다. 고기는 맛이 좋아 크리스마스·추수감사절 등의 요리에 쓰인다.

## 천적
- 맹금류, 코요테, 살쾡이, 미국너구리, 독수리, 개, 여우 등이 있다.

## 문화
칠면조는 미국의 문화에서 빠질 수 없는 새 중 하나이다.

### 국조 선정 논쟁
벤자민 프랭클린과 존 제임스 오듀본이 미국의 국조로 프랭클린은 들칠면조를, 오듀본은 흰머리수리를 미국의 국조로 지정하자고 했으나, 프랭클린은 흰머리수리의 습성이 청소 동물이며 다른 동물의 먹이를 약탈하는 등 추악한 습성을 지니고 있기 때문에 미국의 국가 이념과 어울리지 않다고 주장하였고 칠면조의 습성을 이용하여 미국의 국조로 삼자고 주장하였다. 이는 미국의 건국 역사 중 왐파노아그족에게 도움을 받아 미국이 건국될 수 있었고 이로 인해 추수감사절 문화 역시 기릴 수 있는 방식이기도 하였다.